# Tachypeza postica
Tachypeza postica är en tvåvingeart som först beskrevs av Walker 1857.  Tachypeza postica ingår i släktet Tachypeza och familjen puckeldansflugor. Inga underarter finns listade i Catalogue of Life.